# Tom Yasumi
Tom Yasumi est un animateur de dessins animés surtout connu pour son travail sur Rocko's Modern Life et Bob l'éponge.

## Biographie[1]
Tom Yasumi de son vrai nom Yoshito Yasumi est né en 1966 à Tokyo. Il s'intéresse à diverses formes d'art comme la poterie ou la musique. Il commence à utiliser le prénom Tom pour les relations professionnelles. Tom Yasumi est venu à l'âge de 12 ans, en 1978 en Amérique avec sa famille. Ils s'installent à Los Angeles.
Il commence à faire des courts-métrages chez lui avec une caméra Super 8 et faisait de l'animation avec de l'argile. Il est alors attiré par l'animation surtout en regardant des dessins animés de Warner Bros.. Il fait alors ses études à l'Université de Californie à Los Angeles. Après l'obtention de son diplôme il travaille dans l'animation de publicités et de jeux vidéo.
En 1989 il décroche un emploi dans le département animation de Nickelodeon et travaille pour différentes séries Les Razmoket, Rocko's Modern Life où il rencontre Stephen Hillenburg avec qui il travaillera dans sa série Bob l'éponge.

## Filmographie
| Animation - 1989 : ABC Weekend Specials (TV) - 1991 : La Légende de Prince Vaillant (TV) - 1992-1994 : Les Razmoket (TV) - 1995-1996 : Rocko's Modern Life (TV) - 1997 : Les Castors allumés (TV) - depuis 1999 : Bob l'éponge (TV) - 2004 : Bob l'éponge, le film - 2005 : Chadébloc (TV) - 2013 : Sanjay et Craig (TV) - 2015 : Bob l'éponge, Le film : Un héros sort de l'eau | Assistant production - 1989 : ABC Weekend Specials (TV) |